# Ancienne église d'Harjavalta
L'ancienne église d'Harjavalta (en finnois : Harjavallan vanha kirkko) est une église située à Harjavalta en Finlande.

## Description
L'église en bois conçue par Georg Theodor von Chiewitz est représentative de l'Historicisme.
Le retable, peint en 1878 par Alexandra Frosterus-Såltin représente Jésus et Marie Madeleine.

## Galerie

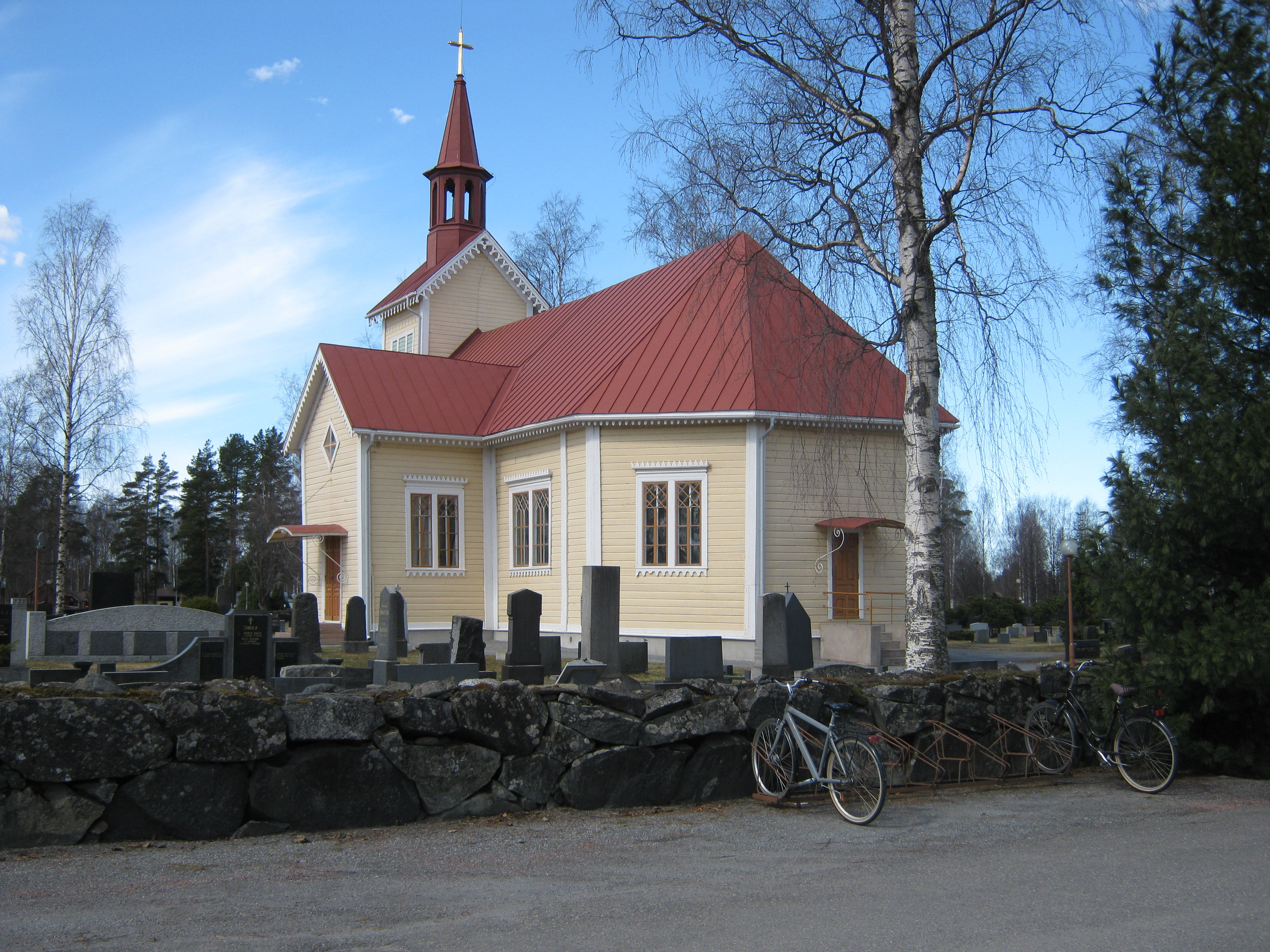
L'arrière de l'église.
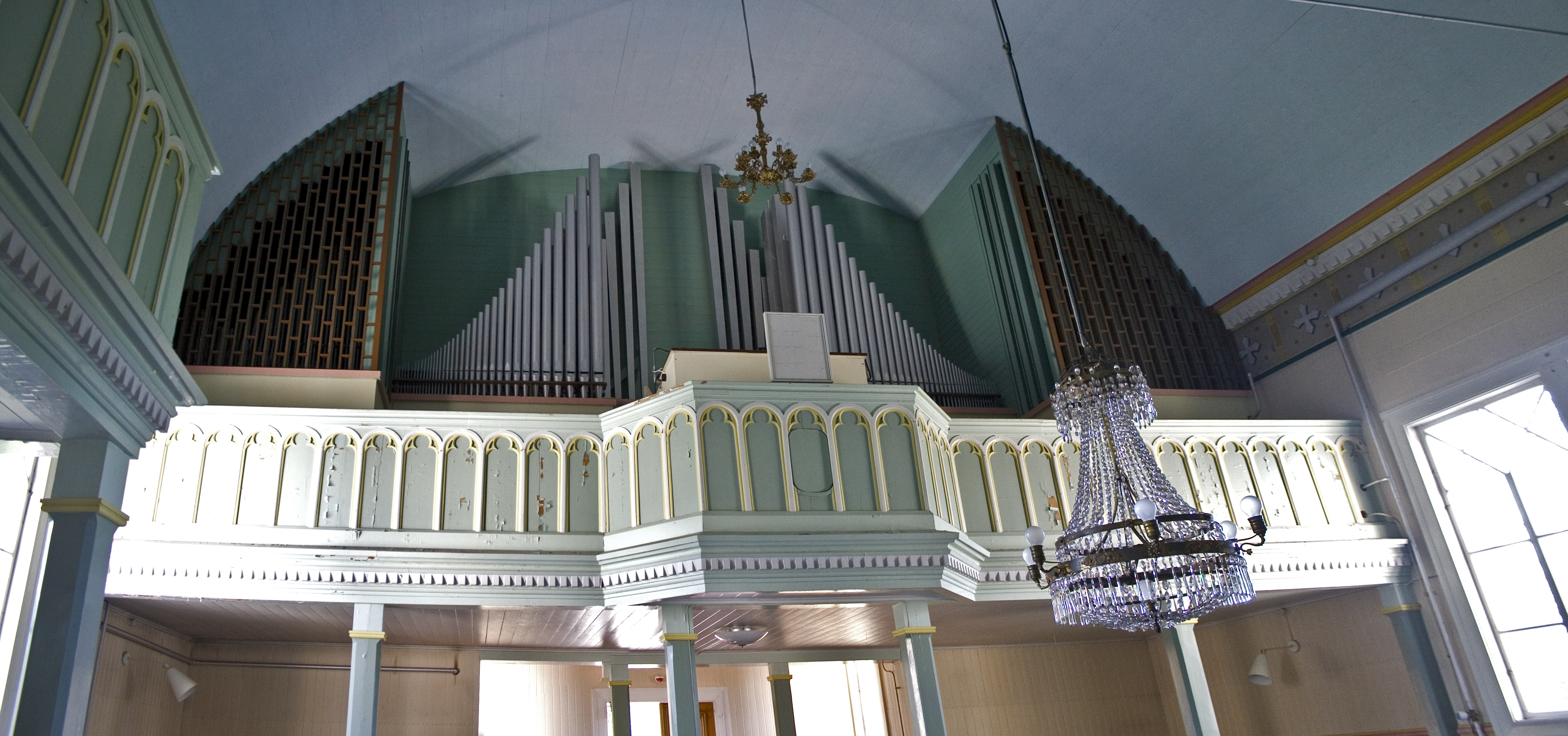
L'orgue.
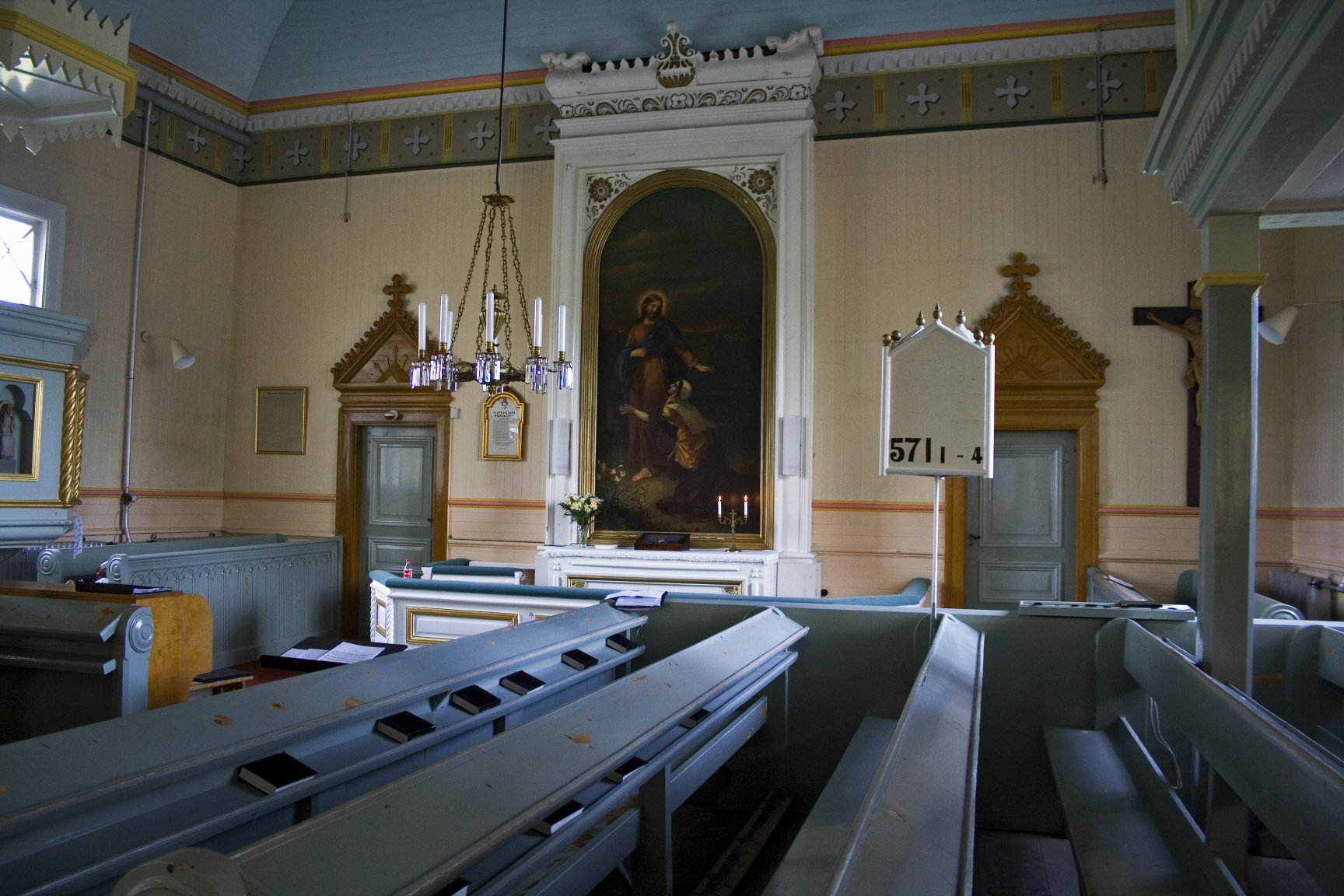
L’autel.
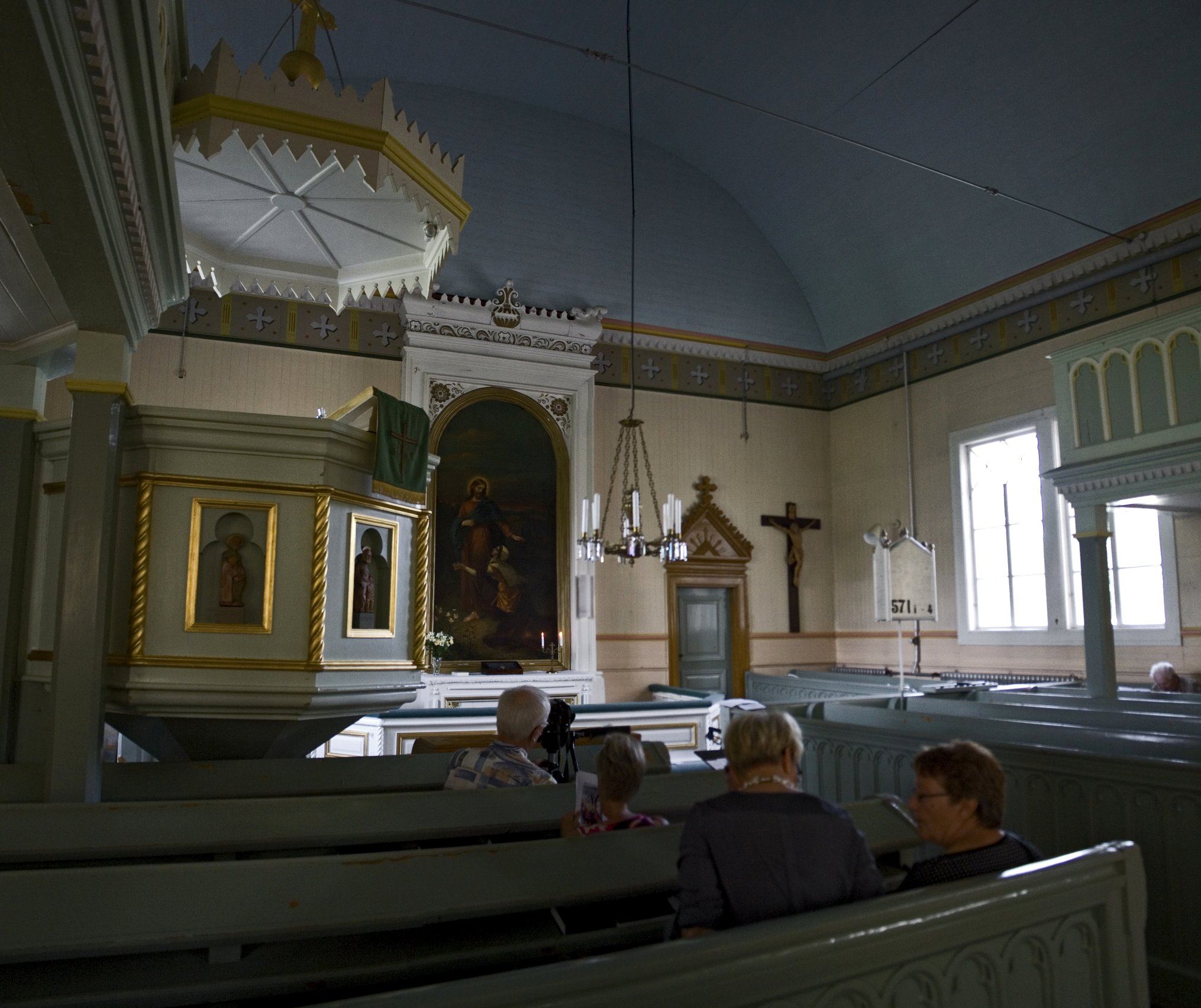
La chaire et l'autel.
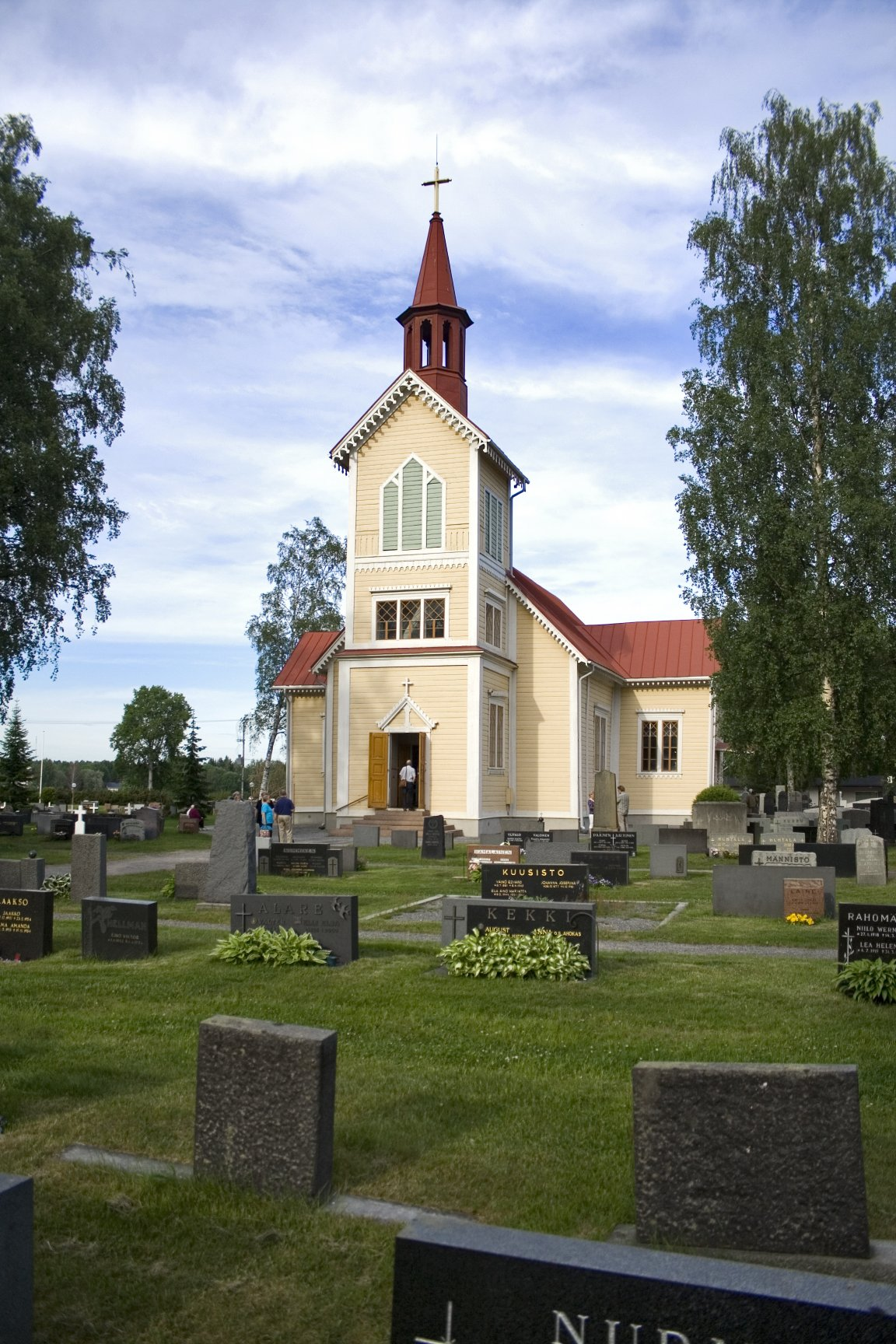
L'extérieur.
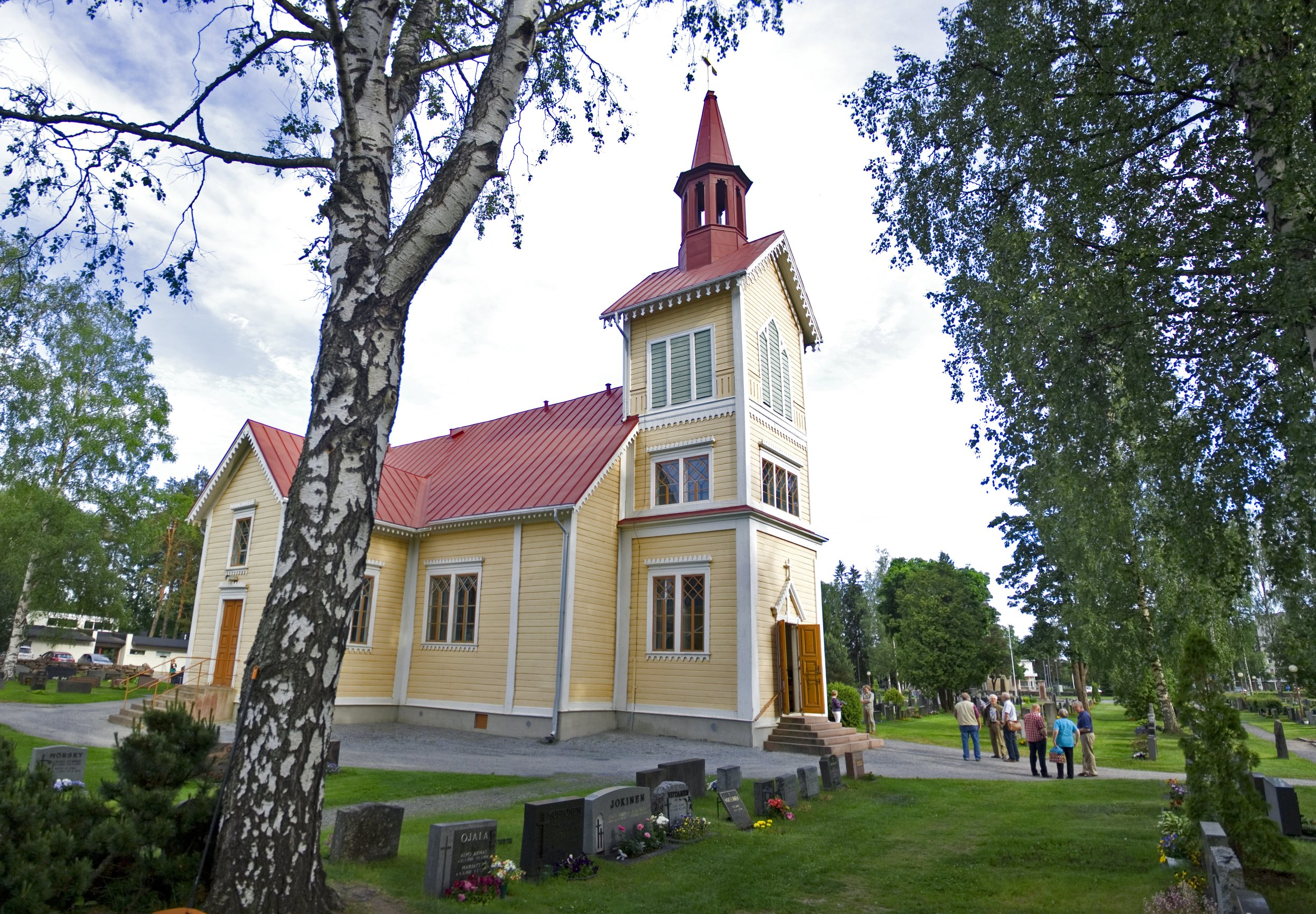
L'extérieur.